# Parnaenus cyanidens
Parnaenus cyanidens là một loài nhện trong họ Salticidae.
Loài này thuộc chi Parnaenus. Parnaenus cyanidens được Carl Ludwig Koch miêu tả năm 1846.